# KBS 2TV 아침 드라마
KBS 2TV 아침 드라마는 KBS 2TV에서 1983년 9월 5일부터 2019년 1월 18일까지 방송했던 연속극 드라마 프로그램이었다.

## 개요
연속극 드라마 형식으로 방송했다.
《차달래 부인의 사랑》을 마지막으로 KBS 2TV 아침 드라마는 폐지됐다.

## 제공 시보 (9시)
- 2001년 ~ 2002년 : LG생활건강 노비드, 드봉비누, 자연퐁
- 2002년 ~ 2003년 11월 1일 : 위니아딤채 발효과학 딤채, 뉴온 정수기
- 2003년 11월 3일 ~ 2005년 : KBS 2TV 오전 9시 시보

## 프로그램 리스트
- 아래의 프로그램들은 KBS에서 시행 중인 2002년 금연 캠페인 시행 이전에 제작 및 방영한 작품들로 부득이하게 일부 장면에서 흡연 장면 및 담배 소품이 노출될 수 있으며, 시청자 여러분들의 양해를 바랍니다.
- 아래의 프로그램들은 2002년 11월 이후에 시청 가능 연령을 표시하는 드라마 프로그램 등급 제도를 의무적으로 시행하여 현재까지 이어지고 있다.
- 2017년 3월 1일부터 프로그램 등급 표시 외에 주제, 폭력성, 선정성, 언어, 모방 위험 등 분류 사유 표시를 의무적으로 시행하고 있다.

### 1980년대
- 《딸이 좋아요》 : 1983년 9월 5일 ~ 1983년 9월 25일 (전체 기간 : 1983년 9월 5일 ~ 1983년 10월 29일)
- 《청춘일기》 : 1983년 9월 26일 ~ 1983년 10월 29일
- 《일출》 : 1989년 3월 20일 ~ 1989년 12월 2일
- 《꽃피는 둥지》 : 1989년 12월 4일 ~ 1990년 4월 14일

### 1990년대
- 《아내의 뜰》 : 1990년 4월 16일 ~ 1990년 9월 15일
- 《가을에 온 손님》 : 1990년 9월 17일 ~ 1991년 3월 2일
- 《하늬바람》 : 1991년 3월 4일 ~ 1991년 7월 27일
- 《그리고 흔들리는 배》 : 1991년 7월 29일 ~ 1991년 10월 5일 (전체 기간 : 1991년 7월 29일 ~ 1992년 2월 28일) (KBS 2TV 일일 드라마로 변경)
- 《비 오는 날 오후》 : 1992년 10월 5일 ~ 1993년 2월 27일
- 《서 있는 여자》 : 1993년 3월 1일 ~ 1993년 6월 19일
- 《서른한 살의 반란》 : 1993년 6월 21일 ~ 1993년 10월 30일
- 《사랑, 그리고 이별》 : 1993년 11월 1일 ~ 1994년 2월 26일
- 《그대 있음에》 : 1994년 2월 28일 ~ 1994년 7월 16일
- 《창 밖에 부는 바람》 : 1994년 7월 18일 ~ 1994년 10월 8일
- 《여자가 사랑할 때》 : 1996년 3월 4일 ~ 1996년 6월 8일
- 《파리공원의 아침》 : 1996년 6월 10일 ~ 1996년 10월 12일
- 《유혹》 : 1996년 10월 14일 ~ 1997년 3월 1일
- 《여자는 어디에 머무는가》 : 1997년 3월 3일 ~ 1997년 7월 5일
- 《신부의 방》 : 1997년 7월 7일 ~ 1998년 1월 31일
- 《결혼 7년》 : 1998년 2월 2일 ~ 1998년 6월 27일
- 《바람처럼 파도처럼》 : 1998년 6월 29일 ~ 1998년 10월 24일
- 《사랑해서 미안해》 : 1998년 10월 26일 ~ 1998년 12월 26일
- 《만남》 : 1999년 10월 18일 ~ 2000년 4월 8일

### 2000년대
- 《송화》 : 2000년 4월 10일 ~ 2000년 9월 30일
- 《내일은 맑음》 : 2000년 10월 2일 ~ 2001년 2월 17일
- 《꽃밭에서》 : 2001년 2월 19일 ~ 2001년 8월 25일
- 《동서는 좋겠네》 : 2001년 8월 27일 ~ 2002년 1월 12일
- 《골목 안 사람들》 : 2002년 1월 14일 ~ 2002년 6월 1일
- 《색소폰과 찹쌀떡》 : 2002년 6월 3일 ~ 2002년 12월 7일
- 《여고 동창생》 : 2002년 12월 9일 ~ 2003년 5월 31일
- 《장미 울타리》 : 2003년 6월 2일 ~ 2003년 10월 11일
- 《나는 이혼하지 않는다》 : 2003년 10월 13일 ~ 2004년 4월 17일
- 《아름다운 유혹》 : 2004년 4월 19일 ~ 2004년 10월 30일
- 《용서》 : 2004년 11월 1일 ~ 2005년 5월 7일
- 《위험한 사랑》 : 2005년 5월 9일 ~ 2005년 10월 29일
- 《걱정하지마》 : 2005년 10월 31일 ~ 2006년 4월 29일
- 《그 여자의 선택》 : 2006년 5월 1일 ~ 2006년 11월 11일
- 《아줌마가 간다》 : 2006년 11월 13일 ~ 2007년 5월 19일
- 《사랑해도 괜찮아》 : 2007년 5월 21일 ~ 2007년 9월 29일
- 《착한여자 백일홍》 : 2007년 10월 1일 ~ 2008년 4월 19일
- 《난 네게 반했어》 : 2008년 4월 21일 ~ 2008년 10월 18일
- 《아내와 여자》 : 2008년 10월 20일 ~ 2009년 4월 18일
- 《장화, 홍련》 : 2009년 4월 20일 ~ 2009년 10월 10일
- 《다 줄거야》 : 2009년 10월 12일 ~ 2010년 4월 3일

### 2010년대
- 《엄마도 예쁘다》 : 2010년 4월 5일 ~ 2010년 10월 23일
- 《사랑하길 잘했어》 : 2010년 10월 25일 ~ 2011년 4월 30일
- 《두근두근 달콤》 : 2011년 5월 2일 ~ 2011년 11월 4일
- 《차달래 부인의 사랑》 : 2018년 9월 3일 ~ 2019년 1월 18일 (해당 작품을 마지막으로 KBS 2TV 아침 드라마 폐지)

2020년대
.     << 중국, 용뱀소띠, 싫어>> : 2025년 7월 21일 ~ 방송예정

## 경쟁 프로그램
- KBS 1TV 아침 드라마
- MBC 아침 드라마
- SBS 아침연속극